# ドイツ民族対策本部

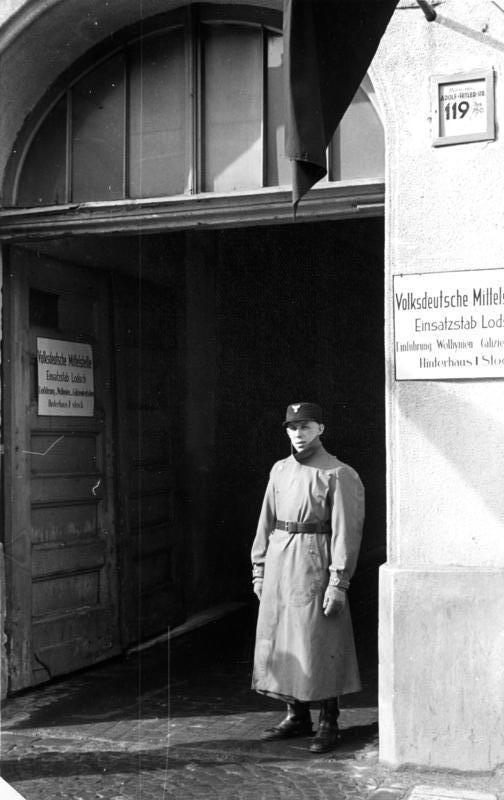
ドイツ民族対策事務所(Volksdeutsche Mittelstelle)、1942年9月26日ウッチ。立っている人物はアウグスト・フランク。ラインハルト作戦の中で強制収容所を管理する親衛隊経済管理本部の事務所となった。

ドイツ民族対策本部（Hauptamt Volksdeutsche Mittelstelle、略称VoMi）は、ナチス・ドイツの親衛隊（SS）の12ある本部の1つ。ドイツ国外に住むドイツ民族の保護を目的とした機関である。本部長はヴェルナー・ローレンツ親衛隊大将が務めた。1939年から1940年にかけては「ライヒへ帰郷せよ（Heim ins Reich）」をスローガンに国外のドイツ民族のドイツへの帰還を呼びかけた。また1940年までポーゼンやダンツィヒなどに100万人のライヒ在住のドイツ国民を移民させている。

## 沿革
Vomiは1936年に総統アドルフ・ヒトラーからドイツの国外問題に関する全権を委任された副総統ルドルフ・ヘスによって創設された。ヘスが任命した最初の長官はオットー・フォン・クルゼル（de:Otto von Kursell）だった。Vomiはナチ党の管轄下にあるも非公式機関という立場であり、国外ドイツ人に関する党や政府の政策を調整する機関とされた。しかし第三帝国の外交は様々な機関や派閥が複雑にもつれ合って暗闘を繰り広げており、実力の無いヘスやクルゼルにそれをまとめる力は無かった。結局、ヘスは親衛隊（SS）という巨大な実力を保有する親衛隊全国指導者ハインリヒ・ヒムラーにこの部局をまとめてほしいと依頼することとなった。
ヒムラーは1937年1月にヴェルナー・ローレンツ親衛隊大将をこの機関の長官に任じた。ローレンツの指揮下に入ったVomiは海外ドイツ人協会(VDA)や東方ドイツ連盟(BDO)などライバル組織を次々と傘下に収めて国外ドイツ民族に対する政策の主導権を握る組織に成長した。Vomiにはヨアヒム・フォン・リッベントロップも形式的に所属しており、Vomiを通じてヒムラーやローレンツはリッベントロップと密接な関係を持った。任務の性質上、Vomiは親衛隊保安部（SD）長官ラインハルト・ハイドリヒとも密接な関係を持ち、ハイドリヒの腹心の部下であるヘルマン・ベーレンツ（de:Hermann Behrends）がローレンツの代理を務めていた。一時はVomi長官ローレンツが海外ドイツ人問題担当大臣として入閣するという話も持ち上がったが、外相リッベントロップによって阻止された。
ポーランド侵攻後の1939年9月末にはヒトラーがソビエト連邦やバルト諸国と協定を結んでこれらの国々に住むドイツ系住民をドイツに移住させる計画をたてた。ヒトラーはこれをヒムラーを飛ばしてローレンツに直接まかせようとしたが、ヒムラーはいよいよローレンツを警戒するようになり、ヒトラーに直訴して自分を「ドイツ民族性強化国家委員」に任じさせた。これによりヒムラーは「ライヒへの永久帰属にふさわしい国外在住ドイツ人またはドイツ系住民の祖国への復帰、ライヒ及びドイツ民族共同体に脅威をもたらす異民族の悪影響の排除、人口移動による新ドイツ植民地の形成」などの全権を任せられることとなった。
この権限に基づきヒムラーはウルリヒ・グライフェルトの元に「ドイツ民族性強化国家委員本部」を創設した。この部門にドイツ人の植民や再定住、また国外ドイツ人やドイツ系住民の帰国プログラムの企画を任せた。
一方Vomiもローレンツの意思に反して親衛隊の本部(Hauptamt)の一つに組み入れられた。Vomiは占領地におけるドイツ民族のドイツ帰国のための輸送の手配、また彼らのための難民収容所の創設などを任務とするようになった。そうやって集められた各ドイツ系移民グループの政治活動の監視にもあたっていた。

## 組織
- 第1部、指導部（Amt 1　Führungsamt）
- 第2部、組織及び人事（Amt 2　Organisation und Personal）
- 第3部、財政、 経済及び資産経営学（Amt 3　Finanzen, Wirtschaft und Vermoegensverwaltung）
- 第4部、情報（Amt 4　Information）
- 第5部、ドイツ的教育（Amt 5　Deutschtumserziehung）
- 第6部、ライヒのドイツ民族性保護（Amt 6　Sicherung Deutschen Volkstums im Reich）
- 第7部、新たな東方占領地のドイツ民族性保護（Amt 7　Sicherung Deutschen Volkstums in den neuen Ostgebieten）
- 第8部、文化及び科学（Amt 8　Kultur und Wissenschaft）
- 第9部、ドイツ民族共同体政治指導部（Amt 9　Politische Führung Deutscher Volksgruppen）
- 第10部、ドイツ民族共同体経済指導部（Amt 10　Führung der Wirtschaft in den Deutschen Volksgruppen）
- 第11部、移住（Amt 11 Umsiedlung）